# Casamance
|  | Per a altres significats, vegeu «Casamance». |

Bandera de Casamance, adoptada pel MFDC el 1988.

La Casamance o Casamansa (wòlof: Kasamansa; ful: Kasamansa; portuguès: Casamansa; francès: Casamance) és un territori que forma part del sud-oest del Senegal i del sud de Gàmbia que inclou el riu Casamance. En l'actual organització politico-administrativa del Senegal, correspon amb les regions de Kolda-Alta Casamance i Ziguinchor- Baixa Casamance. És una regió càlida, amb algunes muntanyes al sud-est, on es conrea l'arròs i de gran potencial turístic, amb platges oceàniques, particularment al Cap Skirring.
La ciutat més gran n'és Ziguinchor. L'ètnia dominant a Casamance són els diola, que representa un grup econòmicament poc avantatjat arreu del Senegal. Això ha provocat, en part, el naixement d'un moviment separatista per la independència o autonomia de Casamance, el Moviment de Forces Democràtiques de Casamance (MFDC), que ha participat en confrontacions violentes amb les forces senegaleses des dels anys noranta.